# Лазебин, Евгений Павлович
Евгений Павлович Лазебин (род. 24 мая 1955, село Топчиха, Алтайский край) — российский военный деятель, генерал-полковник милиции (6 ноября 2008 года), кандидат педагогических наук.

## Биография
Евгений Павлович Лазебин родился 24 мая 1955 года в селе Топчиха Алтайского края.
Окончил Омское высшее общевойсковое командное училище (1976 год выпуска), Военную академию имени М. В. Фрунзе и Военную академию Генерального штаба ВС РФ.
Командовал мотострелковыми взводом, ротой, батальоном, полком, Ельнинской и Таманской гвардейскими мотострелковыми дивизиями Московского военного округа, был начальником штаба — первым заместителем командира армейского корпуса Сибирского военного округа.
С 2002 года Лазебин Е. П. служил во внутренних войсках МВД России и исполнял обязанности заместителя главнокомандующего внутренними войсками — начальника Управления боевой подготовки Главного командования внутренних войск МВД России. В ноябре 2003 года ему присвоено звание генерал-лейтенента.
С 27 июля 2005 по 30 июня 2006 года Лазебин Е. П. командовал объединённой группировкой Федеральных Сил на Северном Кавказе, а 20 декабря 2006 года был назначен на должность заместителя главнокомандующего внутренними войсками МВД России. Звание генерал-полковник присвоено в ноябре 2008 года.

## Награды
- Орден «За заслуги перед Отечеством» 4 степени с изображением мечей;
- Орден «За военные заслуги»;
- Медали;
- Орден Кадырова (2010)[4].